# اوکووالا
اوکووالا (به لاتین: Ukuwala) یک منطقهٔ مسکونی در سری‌لانکا است که در استان مرکزی (سری‌لانکا) واقع شده‌است.